# Sci alpino agli VIII Giochi olimpici invernali - Discesa libera maschile
La competizione della discesa libera maschile di sci alpino agli VIII Giochi olimpici invernali si è svolta il giorno 22 febbraio 1960 sullo pista dello Squaw Peak a Squaw Valley.

## Classifica
| Pos.    | Atleta                | Paese         | Tempo  |
| ------- | --------------------- | ------------- | ------ |
| Oro     | Jean Vuarnet          | Francia       | 2'06"0 |
| Argento | Hanspeter Lanig       | Germania      | 2'06"5 |
| Bronzo  | Guy Périllat          | Francia       | 2'06"9 |
| 4       | Willi Forrer          | Svizzera      | 2'07"8 |
| 5       | Roger Staub           | Svizzera      | 2'08"9 |
| 6       | Bruno Alberti         | Italia        | 2'09"1 |
| 7       | Karl Schranz          | Austria       | 2'09"2 |
| 8       | Charles Bozon         | Francia       | 2'09"6 |
| 9       | Willy Bogner          | Germania      | 2'09"7 |
| 10      | Egon Zimmermann       | Austria       | 2'09"8 |
| 11      | Ludwig Leitner        | Germania      | 2'10"2 |
| 12      | Paride Milianti       | Italia        | 2'10"8 |
| 13      | Jakob Arduser         | Svizzera      | 2'10"9 |
| 14      | Dave Gorsuch          | Stati Uniti   | 2'11"0 |
| 15      | Josef Stiegler        | Austria       | 2'13"1 |
| 16      | Eberhard Riedel       | Germania      | 2'13"3 |
| 17      | Gordon Eaton          | Stati Uniti   | 2'14"0 |
| 18      | Max Marolt            | Stati Uniti   | 2'14"2 |
| 19      | Andreas Molterer      | Austria       | 2'15"1 |
| 20      | Nando Pajarola        | Svizzera      | 2'15"4 |
| 20      | Oddvar Rønnestad      | Norvegia      | 2'15"4 |
| 22      | Marvin Melville       | Stati Uniti   | 2'15"9 |
| 22      | Verne Anderson        | Canada        | 2'15"9 |
| 24      | Italo Pedroncelli     | Italia        | 2'16"8 |
| 25      | Felice De Nicolò      | Italia        | 2'18"1 |
| 26      | Jean-Guy Brunet       | Canada        | 2'18"2 |
| 27      | Fred Tommy            | Canada        | 2'18"4 |
| 28      | Donald Bruneski       | Canada        | 2'19"9 |
| 29      | Georgi Varoshkin      | Bulgaria      | 2'20"0 |
| 30      | Georgi Dimitrov       | Bulgaria      | 2'20"2 |
| 31      | Francisco Cortes      | Cile          | 2'20"8 |
| 32      | Vicente Vera          | Cile          | 2'24"5 |
| 33      | Jóhann Vilbergsson    | Islanda       | 2'24"6 |
| 34      | Chiharu Igaya         | Giappone      | 2'25"0 |
| 35      | Charlach Mackintosh   | Gran Bretagna | 2'25"1 |
| 36      | Kristinn Benediktsson | Islanda       | 2'26"0 |
| 37      | Eysteinn Þórðarson    | Islanda       | 2'26"2 |
| 38      | Hernán Boher          | Cile          | 2'26"7 |
| 39      | Victor Tagle          | Cile          | 2'26"9 |
| 40      | Geoff Pitchford       | Gran Bretagna | 2'27"3 |
| 41      | Adolf Fehr            | Liechtenstein | 2'27"4 |
| 42      | Manuel García-Moran   | Spagna        | 2'27"6 |
| 43      | Robert Skepper        | Gran Bretagna | 2'28"1 |
| 44      | Luis Sánchez          | Spagna        | 2'28"3 |
| 45      | Osvaldo Ancinas       | Argentina     | 2'28"4 |
| 46      | Osamu Tada            | Giappone      | 2'28"5 |
| 47      | Aleksandăr Šalamanov  | Bulgaria      | 2'29"0 |
| 48      | Samuel Chaffey        | Nuova Zelanda | 2'29"3 |
| 49      | Silvan Kindle         | Liechtenstein | 2'29"4 |
| 49      | Hermann Kindle        | Liechtenstein | 2'29"4 |
| 51      | Luis Arias            | Spagna        | 2'29"8 |
| 52      | Bill Day              | Australia     | 2'30"5 |
| 53      | Masayoshi Mitani      | Giappone      | 2'31"3 |
| 54      | William Hunt          | Nuova Zelanda | 2'32"0 |
| 55      | John Oakes            | Gran Bretagna | 2'36"0 |
| 56      | Ibrahim Geagea        | Libano        | 2'39"2 |
| 57      | Peter Brockhoff       | Australia     | 2'39"7 |
| 58      | Zeki Şamiloğlu        | Turchia       | 2'42"4 |
| 59      | Nazih Geagea          | Libano        | 3'00"3 |
| 60      | Clemente Tellechea    | Argentina     | 3'20"2 |
| 61      | Im Gyeong-Sun         | Corea del Sud | 3'34"4 |
| -       | Adrien Duvillard      | Francia       | Squal. |
| -       | Muzaffer Demirhan     | Turchia       | Squal. |